# Драгомир Јанковић (дипломата)
Драгомир Јанковић (Београд, 13. август 1867 − Београд, 24. март 1942) је био српски књижевник, дипломата, позоришни критичар и преводилац. Два пута је био секретар Министарства иностраних дела.

## Каријера
Даргомир је 1899. дипломирао на историјско филолошком одсеку Велике школе, а после студирао филозофију у Бечу, Берлину, Лондону и Паризу. Био је аташе посланства Србије у Лондону, секретар Министарства иностраних дела у два наврата (1898−1900) и (1903−1906), био је драматур и управник Народног позоришта у Београду, на тој позицији наследио је Милована Глишића. Такође је био посланик Србије у Берлину.

## Књижевни рад
Драгомир је писао приповетке и огледе из књижевности, а најпознатији је по својим позоришним критикама. Чланке је објављивао у Отаџбини, Виделу и Српском књижевном гласнику. Као преводилац превео је роман Давид Коперфилд Чарлса Дикенса, Задовољства у животу од Лобокова, једну Шекспирову  драму (није штампана) и две комедије Александра Диме Сина, као и Сентиментално путовање Лоренса Стерна и Дарвин Ла Дантеа Феникса.
Дела
- Слике из живота З, Надничарка (1898)
- Гетеов свет (есеј) рукопис
- Вуле Пупавац (критика) рукопис